# Историцизам (уметност)
Историцизам је правац у уметности 19. века у коме се примањују разни стилови у архитектури из прошлих времена. Јавља се и у литератури и науци и обелажаван је префиксима „нео“ и псеудо“ и у позитивном и негативном смислу речи.
Другачије него у ренесанси и бароку који су покушали да оживљавају уметност антике и копирају дела из грчке и римске уметности овде се и архитектонске форме других стилова копирају. Овде је увелико помагало појављивање романтизма који утицао на употребу мешавине стилова приликом решавања архитектура и овакве творевине називамо еклектичком архитектуром.

## Историцизам и карактерисике
За архитектуру 19. века се врло често тврди да је без сваког стила, па чак да је „маскенбал архитектуре“ и када се чепркало са романиком, готиком, ренесансом и бароком.
Појављивале су се луднице украшене класичким стубовима, синагоге у маварском стилу или жељезничке станице у готској архитектури. С једне стране су се имитирали стилови у античкој грчкој и римској архитектури а са друге стране су имитирани стилови из средњег века романске архитектуре, ренесансе и барокне архитектуре и сматрало се да је архитектура чисто ствар спољњег украшавања објеката.
Овакав однос је у којем се и данас ови објекти третирају као другоразредни пренебрегава превасходна достигнућа епохе, инжињерска дела и грађевине у историјским стиловима. Историцизам и нове тенденције образују увек једну и недељиву целину и тако Менхатн билдинг и сличне зграде- све су то продукти у савременој уметности повезани са историцизмом.

## Стилови историцизма

### Неоготска архитектура
Неоготска архитектура се пре свега појављује у Енглеској у 19. веку и имитира форме готичке архитектуре, реготизују се цркве у Аустрији и у 1840. тим годинама готика је важила као симбол људских слобода.

### Неоренесансна архитектура
Неоренесансна архитектура је један од значајних стилова историцизма у Енглеској у Француској као и Немачкој архитектури. За зграде у овом стилу су биране зграде опера, музеја и позоришне зграде.

### Неороманичка архитектура
Неороманичка архитектура је настала 1870. године у Немачкој као „француски“ стил неоготике и пропагирана је као „немачка“ романика и употребљавана као „национални грађевински стил“ у протестантској немачкој и изградњу евангелистичких цркви.

### Необарокна архитектура
Необарокна архитектура налази се у париској опери у Француској у Бриселу у палати правде и Берлинском Раихстагу и употребљавала се у монархистичким државама као омиљени стил у коме су грађени објекти монархистичке моћи.

### Архитектура неорококоа
Архитектура неорококоа која је ретка у архитектури али се употребљавала у унутрашњој архитектури у обради ентеријера замкова у 19. веку нарочито у Аустрији.

### Архитектура неоисторицизма
На концу појаве историцизма архитектура неоисторицизма је узела маха у 20. веку у неоисторијским тенденцијама између осталог у уметности неокласицизма и академизма тражећи своје изразе у њима и када су се градили ренесанснији објекти него у самој ренесанси примера ради.

### Значајни архитекти историцизма
- Хајнрих фон Ферстел
- Феликс Генцмер
- Теофил Фрајхер фон Ханзен
- Хајнрих Молденшарт
- Едуард ван дер Нул
- Херман Ото Флауме
- Јулиус Карл Рашдорф
- Готфрид Земпер
- Карл фон Хазенауер ("Carl von Hasenauer")
- Аугуст Сикард фон Сикардсбург
- Фердинанд Штадлер
- Едвин Оплер („Edwin Oppler“)
- Еуген Виолет ле Дук
- Густав Алберт Вегман
- Георг Гилберт Скот
- Фридрих фон Шмид
- Фридрих фон Тирш
- Пол Валот
- Јозеф Мокер

## Историцизам пре историцизма
У историји стилова пре 19. века били су у употреби стилови ранијих епоха и могу се обележити као историцизам и један пример за овакву архитектуру и примену претходних стилова је стил позне готике које је примењивала стил готике у време ренесансе и барока као ретроспективне тенденције.